# Vaŭkavysk
Vaŭkavysk (in bielorusso Ваўкавы́ск?; in polacco Wołkowysk; in russo Волковыск?, Volkovysk; in lituano Valkaviskas) è un comune della Bielorussia, situato nella regione di Hrodna.